# 张仲让
张仲让（?—?），中国隋朝儒家学者。
隋朝開皇初年，隋文帝楊堅召山東義学之士，张仲让和馬光、孔籠、竇士荣、張黑奴、劉祖仁上京，张仲让担任太学博士，当時的人号称为六儒。他们都言行粗野，没有規範，朝廷不看重他们。竇士荣病死，孔籠、張黑奴、劉祖仁都被贬谪离开。張仲让没过多久，就告老回乡，他写了十卷书，自己说这部书如果上奏，他能当上宰相。又多次谈论天象，被州县告发，于是定罪被处死，六儒只剩下馬光。